# HC Linz AG
El HC Linz AG es un club de balonmano de la ciudad de Linz en Austria.

## Palmarés
Competiciones nacionales
- Campeón de Liga de Austria (8) : 1978, 1979, 1980, 1981, 1994, 1995, 1996, 2024
- Campeón de la Copa de Austria (4) : 1994, 1995, 1996, 1997.

Competiciones internacionales
- Finalista de la Copa EHF: 1994

## Jugadores famosos
- Dominik Ascherbauer : 2008
- Alexander Hermann : 2012
- Maximilian Hermann : 2011
- Zygfryd Kuchta : entrenador de 1976 à 1979